# 이광석 (축구인)
이광석( 1975년 3월 5일 ~ )은 대한민국의 은퇴한 축구 선수이며 현 지도자이다. 선수 시절 포지션은 골키퍼였다.

## 축구인 경력

### 선수 경력
1998년 K리그 드래프트에서 1순위로 전북 현대 모터스에 입단하였다. 데뷔 시즌부터 주전 골키퍼 자리를 꿰찼지만 2000년엔 새로 영입된 국가대표팀 출신 골키퍼 서동명에게 주전 자리를 내주었다. 2002년엔 군 복무를 위해 광주 상무에 입단하였다. 2번째 시즌인 2003 시즌 광주 상무의 주전 골키퍼로 활약하며 리그컵 포함 33경기에 출전하였다. 이후 전북으로 복귀하여 이용발에 이은 2옵션 골키퍼에 머무르다 2005 시즌 다시 주전으로 도약하여 2005 FA컵 우승을 이끌었다.
2006 시즌 권순태에 주전 골키퍼 자리를 내주자 2007년 겨울 이적 시장을 통해 프로 입성 때부터 활약해오던 전북을 떠나 경남 FC로 이적하였다. 2007 시즌엔 이정래에 밀려 리그컵 포함 8경기 출전에 그쳤다. 2008 시즌엔 주전으로 올라섰지만 이듬해 김병지가 경남에 둥지를 튼 후 주전 자리를 내주었다.
2010년 내셔널리그의 신생 클럽 용인시청에 플레잉 코치로 입단하였고 2012년 김해시청으로 팀을 옮겨 플레잉 코치로 활약하였다. 김해시청에서 1시즌 간 활약한 후 선수 경력을 마무리하였다.

### 지도자 경력
2013년 전남 드래곤즈의 골키퍼 코치로 선임되었다.
2018년 대한축구협회 전임지도자로 선임되었다.
2019시즌을 앞두고 전북 현대 모터스의 골키퍼 코치로 부임했다.
2021시즌을 앞두고 경남 FC의 골키퍼 코치로 부임했다.